# 19390 Deledda
19390 Deledda è un asteroide della fascia principale. Scoperto nel 1998, presenta un'orbita caratterizzata da un semiasse maggiore pari a 2,3791440 au e da un'eccentricità di 0,1712499, inclinata di 3,78371° rispetto all'eclittica.